# Harry van Leeuwen
Harry van Leeuwen (Den Haag, 29 juli 1945 - Almere, 31 december 2009) was een in Nederlands wielrenner die actief was op zowel de baan als op de weg. 
Van Leeuwen won in 1971 de Elfstedenronde. Hij startte in de Ronde van Frankrijk van 1972 waar hij in de dertiende etappe moest opgeven. 
Op de wielerbaan nam Van Leeuwen regelmatig deel aan Zesdaagse maar wist er geen te winnen. Nadat hij in 1974 derde was geworden tijdens het Nederlands kampioenschap stayeren mocht hij meedoen aan het Wereldkampioenschap waar hij vierde werd in het stayeren.

## Palmares
1971
Elfstedenronde
1972
 Nederlands kampioenschap baanwielrennen, achtervolging
1974
 Nederlands kampioenschap baanwielrennen, stayeren

## Resultaten in voornaamste wedstrijden
| Jaar | Ronde van Italië | Ronde van Frankrijk | Ronde van Spanje |
| ---- | ---------------- | ------------------- | ---------------- |
| 1972 |                  | opgave              | buiten tijd      |
| 1973 |                  |                     |                  |

| Jaar | Gent-Wevelgem |
| ---- | ------------- |
| 1972 |               |
| 1973 | 54e           |